# Joseph Winlock (astronom)
Joseph Winlock (Shelby County, Kentucky, 6. veljače 1826. – 11. lipnja 1875.), američki astronom, unuk američkog generala Josepha Winlocka  (1758. – 1831.)
Maturirao je na koledžu Shelby u Kentuckyju 1845. godine i poslije toga postavljen je na mjesto profesora matematike i astronomije.
Od 1852. do 1857. radio je kao računatelj u American Ephemeris and Nautical Almanacu te se preselio u Cambridge, Massachusetts. Kratko je bio čelnik odjela matematike na Mornaričke akademije SAD, a vratio se kao nadintendent ureda Almanaca.
1863. godine bio je jedan od petnaest članova Nacionalne akademije znanosti SAD. Tri godine poslije, 1866., postao je direktorom opservatorija Harvardskog koledža, naslijedivši na tom mjestu Georgea Bonda te je napravio brojna poboljšanja u objektu. Postavljen je za profesora astronomije na Harvardu. Ostao je pri sveučilištu. Vremenom je postao profesorom geodezije do svoje iznenadne smrti 1875. godine.
Veći dio njegova astronomskog rada sadržavao je mjerenja podnevničkim krugom, zatim katalog dvojnih zvijezda te istraživanja u području zvjezdane fotometrije. Vodio je ekspedicije praćenja pomrčina Sunca u Kentuckyju 1860. i Španjolskoj 1870. godine.
Njemu u čast je Mjesečev krater Winlock. 

## Vanjske poveznice
- str. 195 A History of the First Half-Century of the National Academy of Sciences: 1863-1913.
- http://www.nasonline.org/publications/biographical-memoirs/memoir-pdfs/winlock-joseph-1.pdf